# Verbale (testo)
Il verbale (dal latino: verba, cioè parole), o minuta (per minuta si intende una prima stesura provvisoria, che necessita di correzione), è un testo scritto che registra quanto detto durante una riunione o un'assemblea.
Il verbale è redatto da una persona presente incaricata: il segretario. Il segretario quindi, insieme al presidente, saranno gli unici firmatari del verbale.
Il verbale contiene alcuni elementi: 
- luogo, data, ora dell'inizio della riunione;
- le persone presenti ed eventualmente quelle assenti
- l'ordine del giorno degli argomenti da discutere
- sintesi degli eventuali interventi sulle varie questioni affrontate
- le eventuali votazioni o delibere approvate
- i nomi delle persone entrate o uscite durante il corso della riunione
- eventuali allegati
- l'ora di chiusura della riunione

Salvo il caso di una registrazione audio o video dell'intera seduta, il verbale è quindi sempre un'interpretazione più o meno sintetica dei fatti e degli interventi pronunciati.
Il verbale va compilato letto, e approvato dai presenti prima della conclusione della riunione. Tuttavia negli organismi relativamente stabili e che si riuniscono periodicamente, tale lavoro è sviluppato dal segretario (di concerto col presidente), in tempi successivi. Ciò anche a motivo della difficoltà di un'adeguata verbalizzazione seduta stante. Una volta che segretario e presidente si sono accordati sui contenuti del verbale, esso è pronto per essere letto e sottoposto all'approvazione nella seduta successiva a quella verbalizzata.
Dopo che segretario e presidente abbiano apposto la loro firma sul verbale esso è da ritenersi un atto concluso, per modificare il quale è necessario fare ricorso. L'approvazione del verbale (seduta stante o in una successiva), da parte dell'organismo assembleare, serve quindi a ridurre la probabilità dell'avvio di procedure di ricorso. In caso di assenza della persona incaricata questa viene sostituita da un altro incaricato e non dovrà mai più recuperare la redazione della Minuta.